# Career Suicide (álbum de A Wilhelm Scream)
Career Suicide, lanzado el 9 de octubre de 2007 a través de Nitro Records, es el tercer álbum de estudio de la banda de hardcore melódico proveniente de New Bedford, Massachusetts A Wilhelm Scream.
El álbum fue lanzado el 9 de octubre de 2007 y recibió mayoritariamente reseñas favorables. También fue votado el mejor álbum de 2007 por los usuarios de Punknews.org.

## Lista de canciones
- 1.- I Wipe My Ass With Showbiz
- 2.- 5 to 9
- 3.- The Horse
- 4.- Die While We're Young
- 5.- Jaws 3, People 0
- 6.- Career Suicide
- 7.- These Dead Streets
- 8.- Get Mad, You Son Of A Bitch
- 9.- Our Ghosts
- 10.- Cold Slither II
- 11.- Pardon Me, Thanks A Lot
- 12.- Check Request Denied
- 13.- We Built This City! (On Debts And Booze)

## Vídeos
- El 17 de septiembre de 2007 la versión final del vídeo para la canción "5 to 9" fue lanzado por a través de la página web de Nitro Records.[3]
- El 31 de octubre de 2007 un vídeo pa la canción "Die While We're young " fue lnazado vía la página web de Nitro Records. El video muestra imágenes provenientes de un reciente tour europeo que hizo la banda.
- La grabación del video para la canción "I Wipe My Ass With Showbiz" fue anunciado en un boletín a través de Myspace el cual detalló que el video fue grabado en una locación secreta, así como en un espectáculo en Mánchester, Reino Unido. Este vídeo estuvo lanzado el 31 de marzo de 2008 a través del blog de la banda en MySpace.

## Personal
A Wilhelm Scream

- Nuno Pereira - Voces
- Trevor Reilly - Guitarra, Voces
- Christopher Levesque - Guitarra
- Brian J. Robinson - Bajo, Voces
- Nicholas Pasquale Angelini - Batería

Arte del Álbum

- Kate Ouellette - Arte

Producción
- Bill Stevenson @– Productor, ingeniero
- Jason Livermore @– Productor, ingeniero, mezclado, mastering
- Jason Allen, Andrew Berlín, Johnny Schou, Mark Sturdevant @– ingeniería Adicional
- Sean Ziebarth - A&R
- Joe Reilly & Jonathan Teves - Preproducción

## Carteleras
Álbum
| Listas (2007)   | Posición pico |
| --------------- | ------------- |
| Top Heatseekers | 33            |